# سقط جنین در بورکینافاسو
سقط جنین در بورکینافاسو فقط در شرایط زیر قانونی است:
1. اگر سقط جنین جان زن را نجات دهد.
2. اگر بارداری سلامت جسمی یا روانی زن را به شدت به خطر بیندازد.
3. اگر کودک به‌طور بالقوه با یک بیماری صعب العلاج متولد شود.
4. در موارد بارداری ناشی از تجاوز جنسی یا زنای با محارم، به شرطی که توسط دادستان دولتی ثابت شود.

قانون بورکینافاسو، هر سقط جنینی که تحت شرایط دیگر انجام شود، شخصی را که این عمل را انجام می‌دهد به یک تا پنج سال حبس و جریمه ۳۰۰۰۰۰ تا ۱۵۰۰۰۰۰ فرانک سی‌اف‌ای محکوم می‌کند.

## تأثیر قوانین سقط جنین محدود
در اوایل دهه ۱۹۹۰، حداقل ۵ درصد از زنانی که به دلیل نگرانی‌های مربوط به سلامت مادر در مراکز مراقبت‌های بهداشتی بستری می‌شدند، عوارض تهدیدکننده زندگی ناشی از سقط جنین‌های ناایمن را داشتند و ۷۰ درصد از این زنان دارای سنی بین ۱۶ تا ۲۴ سال بودند. در همان دوره زمانی، ۳۵ درصد از زنانی که برای درمان ناباروری به دنبال درمان پزشکی بودند، قبلاً سقط جنین غیرقانونی انجام داده بودند.
ناتوانی در دریافت درمان برای عوارض سقط جنین می‌تواند عواقب شدیدی در پی داشته باشد، زیرا عوارض سقط جنین ۱۰ تا ۱۸ درصد مرگ و میر مادران را شامل می‌شود و این تعداد ۳۳۰ مورد در هر ۱۰۰۰۰۰ تولد بسیار بالاتر از اهداف SDG 2030 است. تجارب سقط جنین زنان به‌طور قابل توجهی توسط نابرابری‌های ساختاری مرتبط با جنسیت و ثروت شکل می‌گیرد.